# Park Koo-il
Pour les articles homonymes, voir Park.
Park Koo-il est un boxeur sud-coréen né le 15 mars 1944 à Geoje et mort en 1984. Il a participé à l'épreuve masculine des poids super-légers aux Jeux olympiques d'été de 1964 et à l'épreuve masculine des poids welters aux Jeux olympiques d'été de 1968.

## Biographie
Park Koo-il participe à l'épreuve masculine des poids super-légers aux Jeux olympiques de Tokyo en 1964, s'inclinant au deuxième tour face à l'Italien Ermanno Fasoli (en).
Il est sacré champion d'Asie à Séoul en 1965 dans la catégorie des poids super-légers avant d'être médaillé d'or aux Jeux asiatiques de Bangkok en 1966 dans la catégorie des poids welters. En 1967, il devient champion d'Asie à Colombo en poids welters et se qualifie pour les Jeux olympiques l'année suivante à Mexico, s'inclinant au deuxième tour face à l'Espagnol José Manuel Durán.